# کوکز (آلاداغ)
کوکز (به ترکی استانبولی: Kökez) یک منطقهٔ مسکونی در ترکیه است که در آلاداغ، آدانا واقع شده‌است.